# Menneville (Pas-de-Calais)
Menneville is een gemeente in het Franse departement Pas-de-Calais (regio Hauts-de-France) en telt 640 inwoners (2004). De plaats maakt deel uit van het arrondissement Boulogne-sur-Mer.

## Geografie
De oppervlakte van Menneville bedraagt 5,3 km², de bevolkingsdichtheid is 120,8 inwoners per km².
De onderstaande kaart toont de ligging van Menneville (Pas-de-Calais) met de belangrijkste infrastructuur en aangrenzende gemeenten.

## Demografie
Onderstaande figuur toont het verloop van het inwonertal (bron: INSEE-tellingen).